# چهارشنبه خون به پا می‌شود
چهارشنبه خون به پا می‌شود فیلمی به کارگردانی و نویسندگی حماسه پارسا و تهیه‌کنندگی سید غلامرضا موسوی محصول سال ۱۳۹۳ است. این فیلم در ۲۰ آبان ۱۳۹۴ در سینماهای ایران اکران شده‌است.

## بازیگران
- فرامرز قریبیان
- حامد بهداد
- همایون ارشادی
- محمدرضا فرد
- سارا منجزی
- مرجان قدوسی
- احسان بذلی
- مهرداد حریری
- مهران گل محمدی
- اشکان نجاتی
- بهزاد جعفری
- هومن فرقانی نژاد
- پانیذ پارسا
- احسان کلانکی
- سوگل خالقی
- امیرحسین آصفی
- سعید محمدی
- یوسف صمدزاده
- محسن ارمندی
- روناک قاسمی
- نگار ساده وندی
- ندا رستمیان
- مسعود رمضانی
- مرجان مؤمنی
- نگین پرهام
- معصومه ربیعی
- مارال اصفهانی
- برزو تقی‌نژاد
- عاطفه فهیمی
- لیلا باغبان جوادی
- محمد هاشمی کیا
- آوادارویت
- رضا حسن‌وند
- امیرحسین میرشمسی
- اکبر طارمی
- داریوش اشرفی
- محمد رحیمی
- شاهین حق شعار

## خلاصه داستان
گلنار (پانیذ پارسا) خواهر کوچکتر ارس (حماسه پارسا) در کار خبرنگاری به موردی برمی‌خورد که قاچاق ارز تقلبی و دختر انجام می‌شود و مرکز فعالیت و پولشویی آنها یک صرافی است که متعلق به آقای یونسی (همایون ارشادی) می‌باشد. گلنار توسط آدمهای یونسی کشته می‌شود و این در حالی است که ارس هنگام مرگ مادرش به او قول داده بوده همیشه مراقب خواهرش باشد.
از طرفی یکی از افراد یونسی دختری است به نام پروانه مظاهری که کشته می‌شود و طوری نقشه چیده می‌شود که علی‌اکبر (محمدرضا فرد) که از دوستان ارس هست و در اندیشه افشاگری کارهای یونسی است، قاتل قلمداد شده و از میان برداشته شود.
روز چهارشنبه‌ای ارس به کمک دو تا از دوستانش، ابی (احسان بذلی) و مایکل (مهران گل‌محمدی) و همچنین نامزد علی‌اکبر به نام لیلا (سارا منجزی) با قصد به دست آوردن اطلاعاتی از خلافهای یونسی با اسلحه به صرافی حمله کرده و چند نفر را می‌کشند و از پلیس درخواست می‌کنند دوست زندانی‌شان یعنی علی‌اکبر از زندان آزاد شود.
در این میان بین سرهنگ (فرامرز قریبیان) از مأموران پلیس و سید مرتضی (حامد بهداد) که افسر اطلاعاتی است اختلاف نظرهایی به‌وجود می‌آید که به اعتقاد سرهنگ باید با ملایمت با گروگانگیرها رفتار شود اما سید مرتضی می‌گوید همه آنها باید کشته شوند. سرهنگ ریشه این موضوع را در گذشته مشترکی می‌داند که سید مرتضی با ارس و علی‌اکبر دارد…